# 佐藤耀
佐藤 耀（さとう よう、1994年1月27日 - ）は、ジャパンラグビーリーグワンレッドハリケーンズ大阪に所属するラグビー選手。

## プロフィール
- 東京都出身[1]。
- ポジションはフッカー(HO)。
- 身長 178 cm、体重 100 kg
- ニックネームはよう。

## 略歴
2012年、本郷高校卒業後、慶應義塾大学に入る。
2016年、慶應義塾大学卒業後、NECグリーンロケッツ（現・NECグリーンロケッツ東葛）に加入。同年12月24日に行われたジャパンラグビートップリーグ第13節のコカ・コーラレッドスパークス戦に途中出場で公式戦初出場を果たす。
2023年、レッドハリケーンズに加入。